# Travis Wood
Travis A. Wood, né le 6 février 1987 à Little Rock (Arkansas) aux États-Unis, est un lanceur gaucher de baseball. Il évolue en Ligue majeure.
Lanceur partant pour les Reds de Cincinnati en 2010 et 2011 puis pour les Cubs de Chicago de 2012 à 2014, il est employé comme lanceur de relève par ces derniers en 2015 et 2016. Il représente les Cubs au match des étoiles 2013 et fait partie du club champion de la Série mondiale 2016.

## Carrière

### Reds de Cincinnati
Après des études secondaires à la Bryant High School de Bryant (Arkansas), Travis Wood est repêché le 7 juin 2005 par les Reds de Cincinnati au deuxième tour de sélection. Il perçoit un bonus de 600 000 dollars à la signature de son premier contrat professionnel le 16 juin 2005. 
Wood passe cinq saisons en Ligues mineures avant d'effectuer ses débuts en Ligue majeure le 1er juillet 2010 comme lanceur partant des Reds face aux Cubs de Chicago. Il n'accorde que deux coups sûrs et deux points en sept manches lancées, mais n'est pas impliqué dans la décision.
À sa troisième sortie dans en majeure, le 10 juillet à Philadelphie, il retire dans l'ordre les 24 premiers frappeurs des Phillies avant de perdre son match parfait en neuvième manche lorsqu'il accorde un double à Carlos Ruiz.
Le 28 juillet, alors que les Reds visitent les Brewers de Milwaukee, Wood remporte sa première victoire dans les majeures.
Le 4 septembre 2010, le lanceur frappe son premier coup de circuit dans les majeures dans un gain des Reds à Saint-Louis contre les Cards.
Wood termine la saison 2010 avec cinq victoires, quatre défaites, une moyenne de points mérités de 3,51 et 86 retraits sur des prises en 102 manches et deux tiers lancées. Il effectue 17 départs dans l'année. Il apparaît aussi pour la première fois en séries éliminatoires le 6 octobre dans le premier match de Série de divisions opposant les Reds aux Phillies de Philadelphie. Venu dès la deuxième manche de la partie en relève à Edinson Volquez, qui venait de connaître un départ difficile, Wood blanchit les Phillies pendant trois manches et un tiers, n'accordant qu'un seul coup sûr et un but-sur-balles. Ce fut sa seule présence de la courte série, perdue 0-3 par Cincinnati.
En 2011, il effectue 18 départs et quatre présences en relève pour Cincinnati, remportant six victoires contre six défaites avec une moyenne de points mérités de 4,84.

### Cubs de Chicago
Le 23 décembre 2011, les Reds échangent Travis Wood, le voltigeur Dave Sappelt et le joueur de champ intérieur des ligues mineures Ronald Torreyes aux Cubs de Chicago en retour du releveur gaucher Sean Marshall.

### Royals de Kansas City
Le 15 février 2017, Wood signe un contrat de deux saisons avec les Royals de Kansas City, qu'il rejoint une semaine après son ex-coéquipier des Cubs Jason Hammel.

### Padres de San Diego
Avec le lanceur gaucher Matt Strahm et le joueur de deuxième but Esteury Ruiz, Wood est le 24 juillet 2017 échangé aux Padres de San Diego contre les lanceurs droitiers Trevor Cahill et Brandon Maurer et le gaucher Ryan Butcher.

## Statistiques
| Saison | Équipe     | G  | GS | CG | SHO | V | D | SV | IP    | SO | ERA  |
| ------ | ---------- | -- | -- | -- | --- | - | - | -- | ----- | -- | ---- |
| 2010   | Cincinnati | 17 | 17 | 0  | 0   | 5 | 4 | 0  | 102.2 | 86 | 3,51 |
| Totaux | Totaux     | 17 | 17 | 0  | 0   | 5 | 4 | 0  | 102.2 | 86 | 3,51 |

| Saison | Équipe     | G | GS | CG | SHO | V | D | SV | IP  | SO | ERA  |
| ------ | ---------- | - | -- | -- | --- | - | - | -- | --- | -- | ---- |
| 2010   | Cincinnati | 1 | 0  | 0  | 0   | 0 | 0 | 0  | 3.1 | 3  | 0,00 |
| Totaux | Totaux     | 1 | 0  | 0  | 0   | 0 | 0 | 0  | 3.1 | 3  | 0,00 |

Note : G = Matches joués ; GS = Matches comme lanceur partant ; CG = Matches complets ; SHO = Blanchissages ; 
V = Victoires ; D = Défaites ; SV = Sauvetages ; IP = Manches lancées ; SO = Retraits sur des prises ; ERA = Moyenne de points mérités.